# Borgomasino
Borgomasino – miejscowość i gmina we Włoszech, w regionie Piemont, w prowincji Turyn.
Według danych na rok 2004 gminę zamieszkiwało 785 osób, 65,4 os./km².